# Lijst van rijksmonumenten in Beesel (gemeente)
De plaats en gemeente Beesel telt 21 inschrijvingen in het rijksmonumentenregister. Hieronder een overzicht. 

## Beesel
De plaats Beesel telt 10 inschrijvingen in het rijksmonumentenregister. Zie Lijst van rijksmonumenten in Beesel (plaats) voor een overzicht.

## Reuver
De plaats Reuver telt 10 inschrijvingen in het rijksmonumentenregister. Zie Lijst van rijksmonumenten in Reuver voor een overzicht.

## Rijkel
De plaats Rijkel telt 1 inschrijving in het rijksmonumentenregister.
| Object                      | Oorspronkelijke functie? | Bouwjaar             | Architect | Locatie       | Coördinaten?                 | Nr.? | Afbeelding        |
| --------------------------- | ------------------------ | -------------------- | --------- | ------------- | ---------------------------- | ---- | ----------------- |
| O.L. Vrouw van Smartenkapel | Kapel                    | 1781 (ingebruikname) |           | Rijkel bij 21 | 51° 15' 23" NB, 6° 1' 17" OL | 8888 | Meer afbeeldingen |

Beek ·
Beekdaelen ·
Beesel ·
Bergen ·
Brunssum ·
Echt-Susteren ·
Eijsden-Margraten ·
Gennep ·
Gulpen-Wittem ·
Heerlen ·
Horst aan de Maas ·
Kerkrade ·
Landgraaf ·
Leudal ·
Maasgouw ·
Maastricht ·
Meerssen ·
Mook en Middelaar ·
Nederweert ·
Peel en Maas ·
Roerdalen ·
Roermond ·
Simpelveld ·
Sittard-Geleen ·
Stein ·
Vaals ·
Valkenburg aan de Geul ·
Venlo ·
Venray ·
Voerendaal ·
Weert